# New South Wales Open 1969 - Singolare maschile
Tony Roche era il detentore del titolo dal 1967, dato che nel 1968 il torneo non si è disputato, e ha battuto in finale Rod Laver con il punteggio di 6–4, 4–6, 9–7, 12–10.

## Tabellone

### Legenda
| - Q = Qualificato - WC = Wild card - LL = Lucky loser | - ALT = Alternate - SE = Special Exempt - PR = Protected Ranking | - w/o = Walkover - r = Ritirato - d = Squalificato |

### Parte finale
|  | Quarti di finale | Quarti di finale | Quarti di finale | Quarti di finale | Quarti di finale | Quarti di finale | Quarti di finale |  |  | Semifinali    | Semifinali    | Semifinali    | Semifinali    | Semifinali | Semifinali | Semifinali |   |    | Finale    | Finale    | Finale    | Finale | Finale | Finale | Finale |  |
|  |                  |                  |                  |                  |                  |                  |                  |  |  |               |               |               |               |            |            |            |   |    |           |           |           |        |        |        |        |  |
|  | Rod Laver        | Rod Laver        | Rod Laver        | 5                | 8                | 6                | 6                |  |  |               |               |               |               |            |            |            |   |    |           |           |           |        |        |        |        |  |
|  | Roger Taylor     | Roger Taylor     | Roger Taylor     | 7                | 6                | 2                | 3                |  |  | Rod Laver     | Rod Laver     | Rod Laver     | Rod Laver     | 6          | 6          | 7          |   |    |           |           |           |        |        |        |        |  |
|  | John Newcombe    | John Newcombe    | John Newcombe    | 5                | 18               | 6                | 14               |  |  | John Newcombe | John Newcombe | John Newcombe | John Newcombe | 1          | 3          | 5          |   |    |           |           |           |        |        |        |        |  |
|  | Pancho Gonzales  | Pancho Gonzales  | Pancho Gonzales  | 7                | 16               | 3                | 12               |  |  |               |               |               |               |            |            |            |   |    | Rod Laver | Rod Laver | Rod Laver | 4      | 6      | 7      | 10     |  |
|  | Ken Rosewall     | Ken Rosewall     | Ken Rosewall     | 18               | 3                | 6                | 6                |  |  |               |               | Tony Roche    | Tony Roche    | Tony Roche | 6          | 4          | 9 | 12 |           |           |           |        |        |        |        |  |
|  | Roy Emerson      | Roy Emerson      | Roy Emerson      | 16               | 6                | 1                | 2                |  |  | Ken Rosewall  | Ken Rosewall  | 7             | 9             | 4          | 9          | 6          |   |    |           |           |           |        |        |        |        |  |
|  | Tony Roche       | Tony Roche       | 4                | 6                | 6                | 3                | 6                |  |  | Tony Roche    | Tony Roche    | 5             | 7             | 6          | 11         | 8          |   |    |           |           |           |        |        |        |        |  |
|  | Andrés Gimeno    | Andrés Gimeno    | 6                | 3                | 2                | 6                | 1                |  |  |               |               |               |               |            |            |            |   |    |           |           |           |        |        |        |        |  |